# Aleatico
L'Aleatico N est un cépage noir italien donnant des vins doux, très aromatisés et de couleur prononcée.  

## Origine et répartition géographique

### Histoire
Il proviendrait de Toscane où sa présence est mentionnée depuis le XIVe siècle, même si certains le font remonter à un cépage grec ou à une mutation spontanée d'un muscat.

### Aire de culture
En Italie, il est classé cépage d'appoint en DOC Aleatico di Gradoli, Aleatico dell'Elba, Aleatico di Puglia, Gioia del Colle, Lago di Corbara, Rosso Orvietano et Salice Salentino. Il est classé recommandé dans de nombreuses provinces des régions Piémont, Toscane, Marches, Latium, Pouilles et Basilicate. En 1998, il couvrait 537 ha. 
En France, il n'est cultivé que dans le vignoble de Corse. Il occupait 30 ha en 1994.
Il est cultivé ponctuellement aux États-Unis, (Californie) en Australie, et au Chili. De nos jours, cette variété est également même utilisée en ex Union-soviétique.

## Synonymes
L'aleatico est connu sous les noms de aleatico commune, aleaticoi degli Abruzzi, aleatico di Benevento, aleatico di Firenze, aleatico di Portoferraio, aleatico di Sulmona, aleatico gentile, aleatico nero della Toscana, alegatico, lacrima Christi, leatico, liatico, occhio di pernice nera.

## Caractères ampélographiques
- Extrémité du jeune rameau duveteux, blanc à liseré carminé.
- Jeunes feuilles aranéeux, bronzées.
- Feuilles adultes, à 5 lobes avec des sinus supérieurs à fonds ovales, un sinus pétiolaire en lyre ouverte, des dents anguleuses moyennes, un limbe glabre.
- Grappes et baies de taille moyenne. Baies arrondies, légèrement aplaties à saveur muscatée et de couleur bleu-noir ou rouge-noir.

## Aptitudes

### Culturales
La maturité est de deuxième époque : 10 jours après le chasselas. Le débourrement est plutôt précoce. Fertile et vigoureux, il a un port érigé et doit être préférentiellement conduit en taille courte. Il est à réserver dans les terrains chauds et secs.

### Maladies
Il est très sensible à l'oïdium, à la pourriture grise et à la pourriture acide.

### Potentiel technologique
Les grappes sont moyennes à grandes et les baies sont de taille moyenne. La grappe est cylindrique, ailée. Le cépage est de très bonne vigueur et d'une fertilité moyenne. Il est très sensible à l'oïdium ainsi qu'à la pourriture grise.
Il donne des vins rouges, de couleur vive et brillante mais peu intense et délicatement musqués. Le taux de sucre est bon avec une acidité suffisante pour donner un bon équilibre sucre-acidité. Il est bien apte à la production de vin doux naturel. Il se conserve longtemps et a besoin d'oxygène pour s'ouvrir. Pour cela, il est recommandé de l'ouvrir à l'avance ou de le carafer. 

Lors d'une dégustation à Londres en 2007, une bouteille de Massandra collection ayu-dag, un aleatico ukrainien du millésime 1945 a été ouverte. Son potentiel de garde fut estimé à au moins 2040, un potentiel de vieillissement quasi-centenaire.
Localement, les raisins sont consommés frais comme raisin de table car les raisins sont agréablement musqués.

## Variabilité génétique
En France, la viticulture corse a procédé à des prospections de vieilles vignes de Haute-Corse pour constituer une collection de clones à des fins de préservation génétique. Huit d'entre eux ont été agréés et sont multipliés, les n° 785, 802, 859, 860, 861, 892, 893 et 894.